# Claytonia virginica
Claytonia virginica es una especie de planta herbácea perennifolia perteneciente a la familia Montiaceae. Se distribuye por el este de Norteamérica.

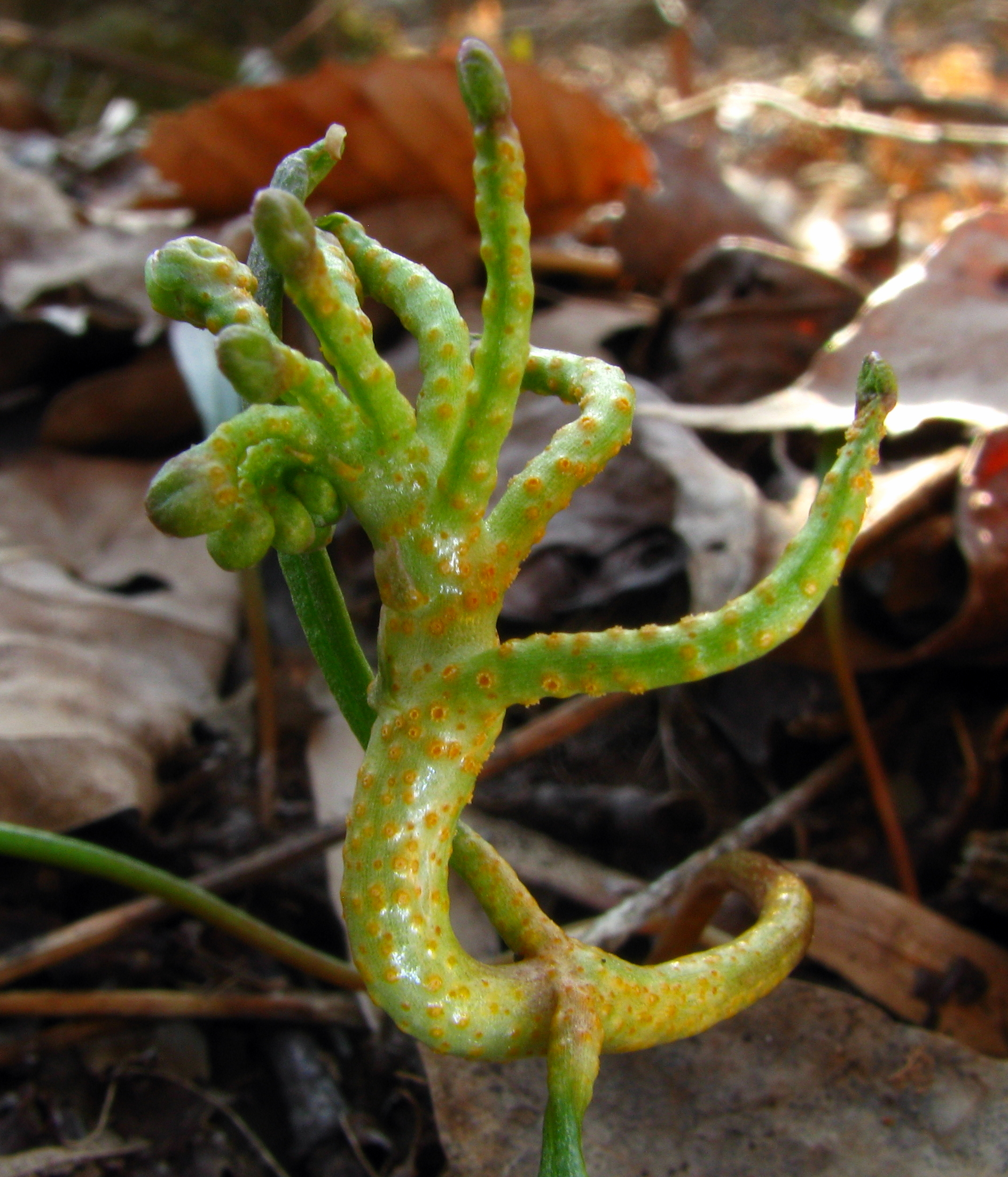
Detalle de la planta

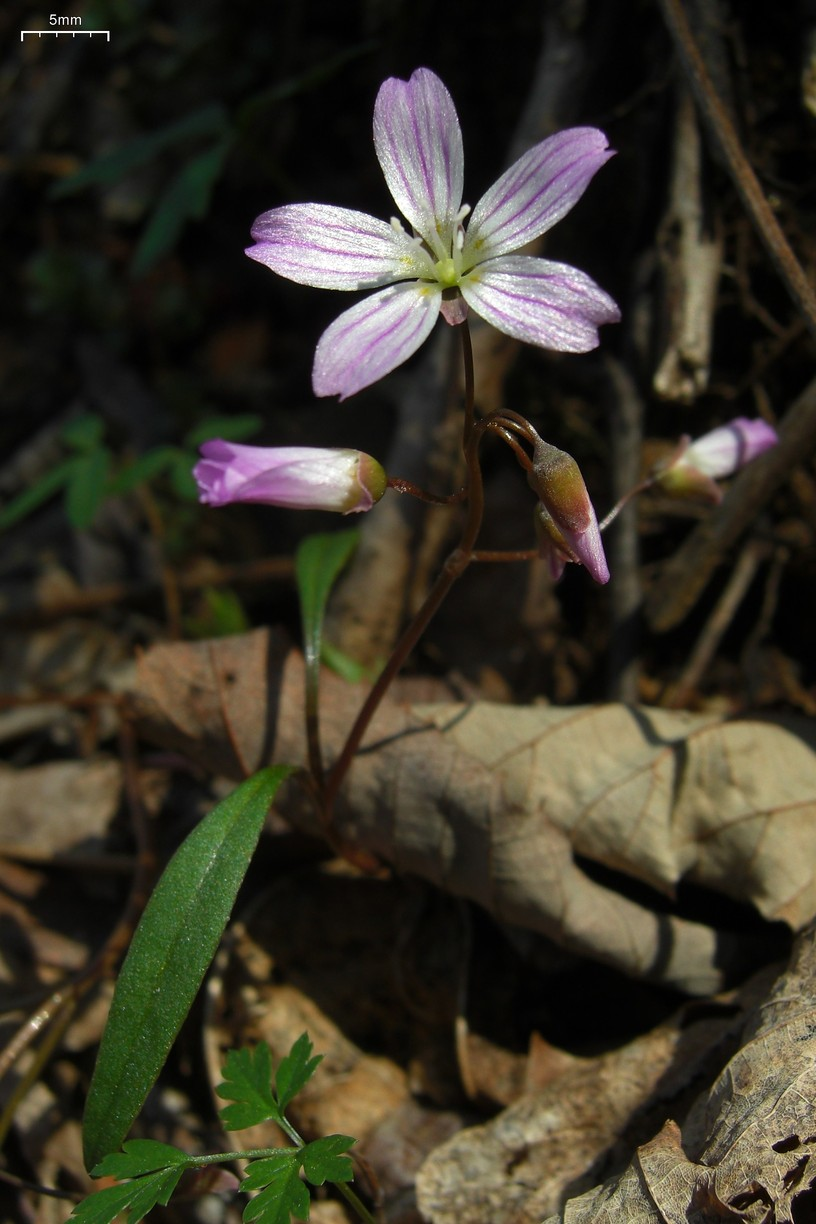
Vista de la flor

## Descripción
Es una planta perenne que pasa el invierno como un bulbo. Es una planta que alcanza un tamaño de 5-40 cm de largo. Las hojas son lanceoladas y delgadas, de 3-14 cm de longitud y 0,5-1,3 cm de ancho, con un peciolo de 6-20 cm de largo.
Las flores miden 7 a 14 mm de diámetro, con cinco pétalos de color rosa pálido o blanco (raramente amarillos), y reflejan la radiación ultravioleta. Tiene una inflorescencia en forma de racimo, en el que sus flores se ramifican. Las flores individuales florecen durante tres días, aunque los cinco estambres de cada flor sólo están activos durante un solo día.  La floración ocurre entre marzo y mayo, dependiendo de la parte de su territorio y el clima. Las semillas miden entre 0,2 a 0,3 cm de diámetro y es de color negro brillante. Las semillas se liberan de la fruta de la cápsula cuando se rompe. Un elaiosoma está presente en las semillas y permite la dispersión por las hormigas.

## Hábitat y distribución
Claytonia virginica se encuentra en el este de los bosques caducifolios templados de América del Norte. Se destaca por su abundancia en muchas partes de su área de distribución, especialmente en los bosques. La planta se puede encontrar a través de muchos diferentes tipos de hábitats, incluyendo prados, parques, bosques, carreteras, humedales, acantilados y barrancos.

## Usos
Esta planta ha sido utilizada medicinalmente por los Iroquois, que darían una  infusión fría  o decocción de las raíces en polvo para los niños que sufren de convulsiones. También se comen las raíces crudas, creyendo que impide definitivamente la concepción. Ellos también se alimentan de las raíces como alimento, al igual que el pueblo Algonquin, que los cocinan como las patatas.

## Taxonomía
Claytonia virginica fue descrita por Carlos Linneo y publicado en Species Plantarum 1: 204. 1753.
Citología
También es un poliploide, que tiene 2n entre 12 y 191 cromosomas. Se observó el mayor número de cromosomas en la ciudad de Nueva York.
Etimología
Claytonia: nombre genérico otorgado en honor del botánico John Clayton (1694–1773).
virginica: epíteto geográfico que alude a su localización en Virginia.
Variedad
- Claytonia virginica var. acutiflora DC.

Sinonimia
- Claytonia bodinii Holz.
- Claytonia cautiflora Sweet
- Claytonia grandiflora Sweet
- Claytonia media (DC.) Link
- Claytonia media (DC.) Small
- Claytonia multicaulis var. robusta Somes
- Claytonia robusta (Somes) Rydb.[10]